# كفر مروان
كفر مروان إحدى قرى مركز كفر شكر التابع لمحافظة القليوبية بجمهورية مصر العربية.

## السكان
بلغ عدد سكان كفر مروان شاملة كفر فانوس مسعود 4,685 نسمة، حسب الإحصاء الرسمي لعام 2006.